# القانون المقارن للزواج الفرنسي الجزائري
القانون المقارن للزواج الفرنسي الجزائري (بالفرنسية: Droit comparé du mariage franco-algérien) تشكل مقارنة القانون الوضعي بين فرنسا والجزائر فيما يتعلق بالزواج حالة شائعة في القانون الدولي. يعد الزواج في كلا البلدين من أبرز الأعمال الحياتية الهامة. إلا أن الأسس القانونية التي تحكم هذا الاتحاد مختلفة للغاية، فالزواج في فرنسا مدني، إلا أنه في الجزائر مرتبط بالدين.
في مايو 2006، أتاحت الزيجات العديدة التي عقدت بين جزائريين وفرنسيين إمكانية بلورة قانون السوابق القضائية بشأن هذه النقطة من القانون الدولي.
في فرنسا، حدد القانون بنودا تقنن الزواج؛ بينما اشترط قانون الأسرة الجزائري لسنة 1984 الكفاءة في الدين بين الزوجين المستقبليين، جنبا إلى جنب مع شروط أخرى.